# Туйємойнак (Джангельдинський район)
Туйємойна́к (каз. Түйемойнақ) — село у складі Джангельдинського району Костанайської області Казахстану. Входить до складу Акшиганацького сільського округу.
Населення — 92 особи (2021; 183 у 2009, 231 у 1999, 255 у 1989).